# Sport Juan Bielovucic
Sport Juan Bielovucic fue un club de fútbol peruano, ubicado en la ciudad de Lima. El club fue fundado con el nombre del club de Sport Juan Bielovucic en honor al aviador peruano Juan Bielovucic.

## Historia
Sport Juan Bielovucic jugó en el Escudo Dewar desde 1915, que jugó en la Segunda División del Perú; donde ascendió a la Primera División del Perú de 1916. Participó hasta 1921. Sin embargo en la temporada 1920, no participa en la Liga Peruana pero sí logra afiliarse a la segunda categoría del mismo año y ascendiendo de nuevo a la primera liga en 1921. Para los años siguientes el club, participó en la segunda división. Posteriormente no se presentó más, oficializando su desaparición.
El club ganó y fue campeón del torneo en el año 1917.

## Palmarés

### Torneos nacionales
| Competición nacional          | Títulos | Subcampeonatos |
| ----------------------------- | ------- | -------------- |
| Primera División del Perú (1) | 1917.   |                |

## Participaciones
- Primera División del Perú (5): 1916,1917,1918,1919 y 1921
- Segunda División Peruana (7): 1915, 1920, 1922, 1923, 1924, 1925, y 1926.

## Uniforme
Sport Juan Bielovucic desde 1906 al 1921.

#### Uniforme Principal
| Titular 1 | Titular 2 | Titular 3 | Titular 4 | Titular 5 | Titular 6 | Titular 7 |

#### Uniforme Alterno
| Alterno 1 | Alterno 2 | Alterno 3 | Alterno 4 | Alterno 5 | Alterno 6 | Alterno 7 |

## Nota de Clubes No Relacionados

### Juan Bielovucic del Callao
Durante el mismo periodo, existió un club chalaco también denominado Juan Bielovucic. Por lo tanto, para poder diferenciarlo con el equipo limeño, se le denominó como Juan Bielovucic N°2. El club se funda alrededor del año 1908. Como otros equipos del Callao de la época, participó en partidos de fútbol conformados por las tripulaciones de buques británicos y del extranjero. Luego, milita en campeonatos y torneos organizados por otros clubes chalacos.
Posteriormente, el club se integra a los campeonatos organizados por la Asociación Deportiva Chalaca, en los años 20, por pocas temporadas hasta su desaparición.

#### Uniforme Juan Bielovucic del Callao
| Titular 1 | Titular 2 | Alterno |  |

## Enlace
- El Génesis del Fútbol Peruano
- Tema: La Liga Peruana de Fútbol., Capítulo 4 de La difusión del fútbol en Lima, tesis de Gerardo Álvares Escalona, Biblioteca de la Universidad Nacional Mayor de San Marcos
- Tesis Difusión del Fútbol en Lima
- 1918, Auge del fútbol

### Facebook
- Facebook:Sport Juan Bielovucic.